# Transports au Panama
Cet article présente diverses statistiques et informations sur les infrastructures de transport du Panama.

## Chemins de fer
Total : 355 km
- à voie large (1,524 m) : 76 km
- à voie étroite (0,914 m) : 279 km

Compagnie de chemin de fer :
- L'exploitation de la ligne du Panama Canal Railway Company, au tracé parallèle à celui du canal, a été concédée depuis 1998 à un consortium formé de deux sociétés américaines, Kansas City Southern Industries et Mijack Products. Les voies larges permettent à des locomotives d'assister les bateaux traversant le canal, tandis que les voies étroites sont utilisés par des convois de voyageurs ou de transports.
- Metro de Panama S.A., propriété de l'état Panaméen exploite le métro de Panama, le métro de la capitale.

## Routes
Total : 11 258 km
- revêtues : 3 783 km (dont 30 km d'autoroutes)
- non revêtues : 7 475 km (1999)

## Voies navigables
- À tirant d'eau réduit : 800 km
- Canal de Panama : 82 km  (géré par l'État du Panama depuis l'an 2000. On appelle panamax les navires conçus pour transiter par le canal de Panama (dimensions maximales : longueur  295 m, largeur hors tout 32,25 m, tirant d'eau 13,50 m, port en lourd maximum : 80 000 tonnes).

## Conduites
Oléoducs (pétrole brut) 130 km

## Ports
Balboa, Cristobal, Coco Solo, Manzanillo (zone de Colón), Vacamonte

## Marine marchande
Total : 4 732 navires (de 1000 tonneaux ou plus de jauge brute) totalisant 106 054 086 tonneaux (159 304 019 tonnes de port en lourd).
Navires par catégories : vraquiers 1377, cargos 976, chimiquiers 323, vrac mixte 68, minéraliers 15, porte-conteneurs 525, gaz liquéfié 184, transport de bétail 8, transport polyvalent 12, passagers 46, cargos mixtes 4, pétroliers 496, transport de wagons 2, cargos réfrigérés 313, navires rouliers 106, passagers à courte distance 42, citerniers spécialisés 33, transport de véhicules 202 (1999)
Note : Immatriculations sous pavillon de complaisance : elles concernent 71 pays dont le Japon 1262, la Grèce 378, Hong Kong 244, la Corée du Sud 259, Taïwan 229, la Chine 193, Singapour 103, les États-Unis 116, la Suisse 78 et l'Indonésie 53 (1998)

## Aéroports
105 (1999 est.)

### Aéroports - à pistes en dur
Total : 41
- de plus de 3 000 m :  1 : aéroport international de Panama-Tocumen (à 27 km du centre ville de Panama).
- de 2500 à 3 000 m :  1
- de 11,00 à 2 500 m :  5
- de 1000 à 1 500 m :  13
- de moins de 1 000 m : 21 (1999)

### Aéroports - à pistes en terre
Total : 64
- de 1000 à 1 500 m :  15
- de moins de 1 000 m : 49 (1999)